# Dispute de Lausanne
La dispute de Lausanne ou disputation de Lausanne est une disputatio qui eut lieu dans la cathédrale de Lausanne du 1er au 8 octobre 1536 entre catholiques et protestants. Au terme de cette dernière, les autorités bernoises décrètent la victoire du camp protestant et proclament des édits de réformation qui rendent illicite le culte catholique en Pays de Vaud.

## Contexte

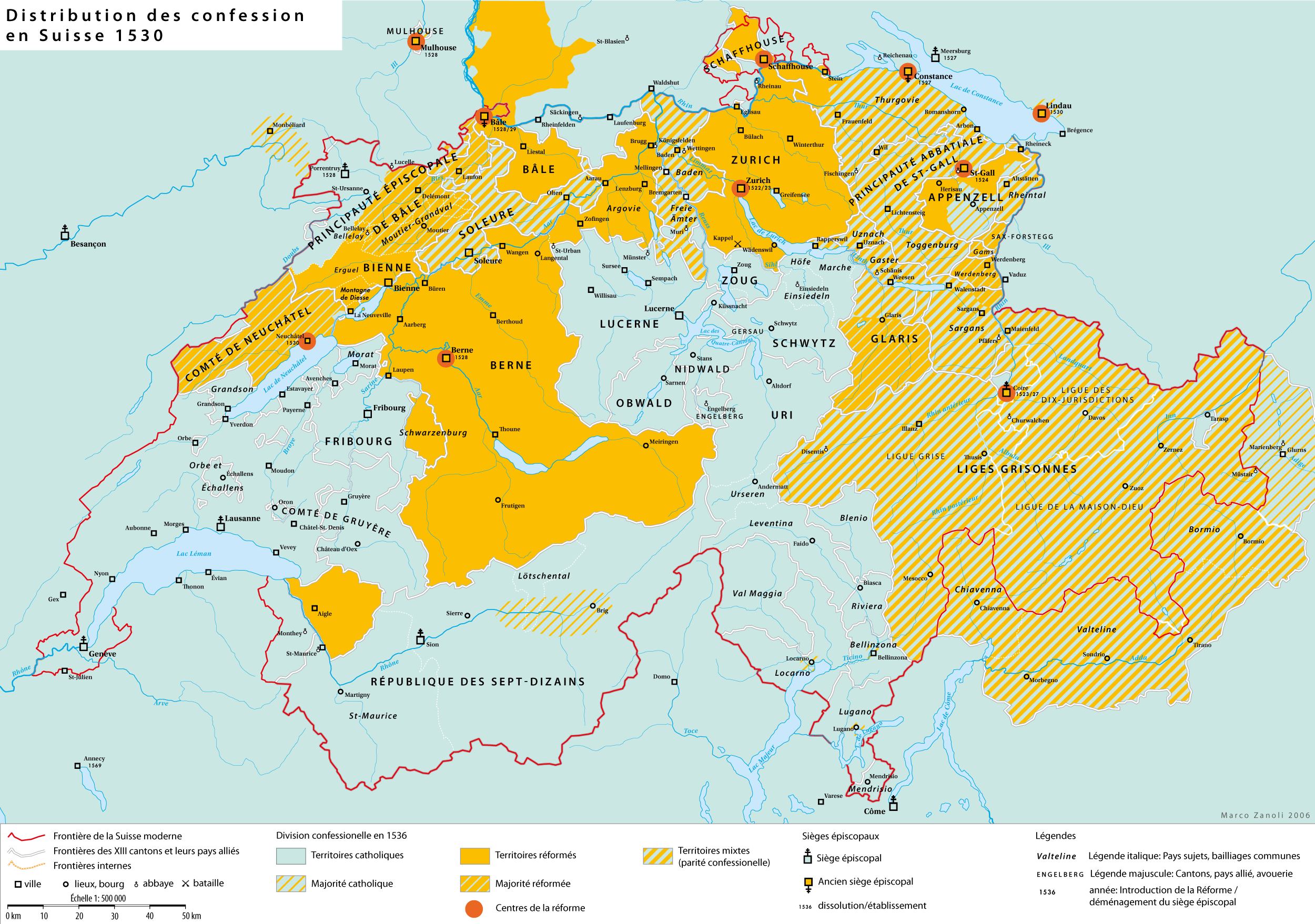
La situation confessionnelle de la Confédération en 1530.

Au début des Temps modernes, la majorité du territoire correspondant aux limites actuelles du canton de Vaud est sous le contrôle de la maison de Savoie.  Le deuxième pouvoir qui détient le plus de terres est l'évêque de Lausanne qui est à la tête d'une principauté - la principauté épiscopale de Lausanne - sur laquelle il exerce un pouvoir tant religieux que temporel et contrôle des terres à Lausanne même mais aussi toute l'aire située entre la Veveyse et la Venoge. 
'En 1536, le canton de Berne conquiert ces terres et tant les terres contrôlées par la maison de Savoie que par la principauté épiscopale de Lausanne passent sous domination bernoise. 
Sur le plan religieux, le canton de Berne est passé à la réforme dès 1528 à la suite d'une disputatio (dispute de Berne). Cependant, à l'arrivée des troupes bernoises, la population du Pays de Vaud est de confession catholique. Elle n'a pas réservé un bon accueil à différents prêcheurs, dont Guillaume Farel, venus dans le but de les convertir à la foi protestante. Les autorités bernoises décident d'organiser une disputatio à la cathédrale de Lausanne, soit au plein cœur du pouvoir de la principauté épiscopale de Lausanne.
La dispute de Lausanne n'est pas la première dispute théologique entre catholiques et protestants organisée en Suisse par les partisans de la Réforme protestante ; sa particularité est de ne pas être organisée par les magistrats de la ville dans laquelle elle a lieu mais par une instance extérieure, à savoir le magistrat bernois Hans Jakob von Wattenwyl.

## Convocation de la dispute
Sur ordre des autorités bernoises, une convocation à la dispute est affichée sur les portes des églises du Pays de Vaud dès la mi-août. Sont invités à y participer «tous les prêtres, moines et gens qu'on appelle d'Eglise, quels qu'ils soient, résidant en nos dites terres, et les prêcheurs aussi..» En principe, c'est ainsi l'ensemble du clergé catholique, régulier comme séculier, qui est sommé de venir participer à la dispute. La convocation précise que leur absence serait un motif d'indignation pour les autorités bernoises.
La convocation affiche en outre dix thèses - écrites en français et en latin-  qui seront discutées ainsi que l'engagement des autorités bernoises à garantir la sécurité physique de toutes les personnes y participant.
Les dix thèses ont été élaborées par Pierre Viret et Guillaume Farel en accord avec les autorités bernoises. Elles constituent autant d'éléments distinctifs de la foi protestante, notamment la justification par la foi seule (première thèse), l'exclusivité de la médiation du Christ (deuxième thèse), le rejet des images et autres cérémonies de dévotion (septième thèse), la possibilité pour tous de se marier (thèse 9), le refus de tout clergé hormis les prédicateurs (thèse cinq).
Comme lors des précédentes disputes organisées en Suisse, l'église catholique n'a pas été consultée pour élaborer conjointement les points de discussion d'un débat théologique. La dispute est organisée de manière telle que les représentants de l'église catholique sont mis en demeure de devoir expliquer pourquoi leur institution n'adhère pas à des thèses qui relèvent pour elle de l'hérésie. Outre les points de discussion, le camp réformé impose également la manière dont ces points doivent être discuté : en français et uniquement en référence à la bible. Que la seule instance d'autorité reconnue soit la bible exclut ainsi à la fois la Tradition et les écrits des Pères de l''Église, en conformité avec la doctrine protestante sola scriptura prêchée par Martin Luther.  
Le camp catholique se retrouve ainsi d'emblée mis en très mauvaise posture: le clergé tout entier est sommé d'y participer quand bien même tant les thèses à l'ordre du jour que la manière de débattre - référence à la bible seule, recours à une langue vernaculaire - sont contraires à leurs habitudes et pour partie à leur foi. Enfin, le lieu même où a lieu la dispute, la cathédrale de Lausanne, s'appelait alors cathédrale Notre-Dame de Lausanne et était le lieu d'un important culte marial (pèlerinage à la Vierge attesté dès le début du XIIIème siècle, chapelle de la Vierge dans le bras sud du transept de la cathédrale).   

## Déroulement de la dispute
Le premier octobre 1536 est le jour officiel de l'ouverture de la dispute, mais la délégation bernoise ayant du retard, elle est remplacée par une simple séance inaugurale. 
Le lundi matin 2 octobre est consacré à la question de savoir d'où vient l'autorité du texte biblique. En effet, accepter - comme décidé par les autorités bernoises - que la validité des différentes thèses soient examinées uniquement en référence à la bible lors de la dispute nécessite de s'accorder sur ce dont il est question en parlant de preuves tirées de l’Écriture. Dès ce premier jour de débat, les chanoines se refusent à participer à la discussion. Ils s'accordent avec le camp protestant sur le fait que la doctrine religieuse doive découler du sens parfait de la Sainte Écriture, mais il est pour eux hors de question de discuter de la foi catholique et de ses dogmes ailleurs qu'au sein de la congrégation générale des fidèles, c'est-à-dire lors d'un concile. Côté catholique, ce sont donc des hommes qui ne sont pas chanoines qui prennent la parole pour défendre l'église catholique et ses dogmes tout au long de la dispute.   
Ce premier matin, c'est un père dominicain, Dominique de Montbouson, qui défend la position catholique relative à l'autorité de l'église. Il explique : Et Ecclesia est prior Scriptura ,et potior, l'Eglise est devant et de plus d'autorité que l’Écriture car l’Église est le corps de Jésus-Christ et son épouse. Concernant l'interprétation de l’Écriture, il argumente de la nécessité de l'institution ecclésiale pour départager quelle interprétation est plus près de l'Esprit de Dieu : "Car il n'appartient pas à chacun de l'interpréter et expliquer ou autre, ou autrement tout serait incertain s'il était loisible à chacun de suivre sa tête et son interprétation, si l'Eglise, qui ne peut errer, n'avait l'autorité de l'expliquer et de l'interpréter...Le diable a bien allégué la Sainte Écriture quand il tentait Jésus-Christ, et il ne suffit pas de l'alléguer seulement, mais il faut aussi bien l'interpréter"  
L'après-midi du 2 octobre commence par la présentation et la défense par Guillaume Farel de la première thèse de la dispute. Son énoncé est le suivant : « La Sainte Ecriture n'enseigne point d'autre manière d'être justifié que par la foi en Jésus-Christ, une fois offert et qui jamais plus ne le sera; à tel point qu'il anéantit complètement l’œuvre du Christ, celui qui introduit d'autre satisfaction, oblation ou purification pour la rémission des péchés.»  